# Tomogenius kuscheli
Tomogenius kuscheli är en skalbaggsart som beskrevs av Rolf Martin Theodor Dahlgren 1976. Tomogenius kuscheli ingår i släktet Tomogenius och familjen stumpbaggar. Inga underarter finns listade i Catalogue of Life.